# Скитникът евреин (роман)
Вижте пояснителната страница за други значения на Скитникът евреин.
„Скитникът евреин“ (на френски: Le Juif errant) е роман на Йожен Сю, който още с издаването си се превръща в бестселър. Една от култовите книги на 19 век.